# Я та інші
«Я та інші» (рос. Я и другие) — науково-популярний фільм 1971 року, знятий на кіностудії «Київнаукфільм» режисером Феліксом Соболєвим. Фільм складається з низки соціально-психологічних експериментів, близьких до експериментів Соломона Аша. Найбільшу популярність придбав експеримент на сугестивність, або на конформність, поставлений з дітьми дошкільного віку.
Займає 32-у позицію в списку 100 найкращих фільмів в історії українського кіно.

## Сюжет
Ідея фільму виникла під впливом результатів експериментів Аша. В експериментах брали участь американські студенти, які продемонстрували схільність до конформізму. Початкове припущення було, що радянські люди більш самостійні в своїх думках.
Фільм складається з документальних зйомок психологічних експериментів, голос диктора за кадром коментує хід експерименту і реакцію людей. Експерименти показують те, як людина може додумувати все, що не змогла запам'ятати, і як люди здатні піддаватися впливу думці інших, навіть доходячи до абсурду. Експерименти підготовлені і проведені Валерією Мухіною.

### Експеримент «Обидві білі»
На столі дві пірамідки: чорна та біла. Троє дітей за домовленістю з експериментатором стверджують, що обидві пірамідки білого кольору. На сугестивність перевіряють четверту дитину. У той час, як одна дитина під час експерименту стверджує, що пірамідки різного кольору: чорна та біла, більшість дітей погоджуються і повторюють, що обидві пірамідки білі.
Коли замість дітей в експерименті взяли участь студенти, то статистика відповідей не змінилася.
У сімдесяті роки фраза «Обидві білі» набула широкого алегоричного значення в академічних колах, добре знайомих з фільмом.

## Знімальна група
- Режисер: Фелікс Соболєв
- Сценарист: Юрій Аліков
- Науковий консультант: Артур Петровський
- Оператор Леонід Прядкін
- Художник: Кирило Бобровников
- Композитор: Яків Цегляр
- Звукооператор: Леонід Мороз
- Редактор: Ігор Татков
- Монтажер: Н. Соболєва
- Директор картини: Г. Смертенко